# Malpartida
Malpartida é uma povoação portuguesa do Município de Almeida que foi sede da extinta Freguesia de Malpartida, freguesia que tinha 23,29 km² de área e 172 habitantes (2011), e, por isso, uma densidade populacional de 7,4 hab/km².
A Freguesia de Malpartida foi extinta em 2013, no âmbito de uma reforma administrativa nacional, tendo sido agregada à freguesia de Vale de Coelha, para formar uma nova freguesia denominada União das Freguesias de Malpartida e Vale de Coelha da qual é sede.

## Localização Geográfica
Malpartida é uma aldeia do interior, na zona centro, na antiga província da Beira Alta. Pertence ao Distrito da Guarda, Município de Almeida e fica a 5 km da sede deste.
A população dedica-se essencialmente à agricultura e à pecuária, outros trabalham em pedreiras e na construção civil.
É uma aldeia pequena, com 75 fogos, uma igreja, dois restaurantes e um minimercado.

## População
| Totais e grupos etários | Totais e grupos etários | Totais e grupos etários | Totais e grupos etários | Totais e grupos etários | Totais e grupos etários | Totais e grupos etários | Totais e grupos etários | Totais e grupos etários | Totais e grupos etários | Totais e grupos etários | Totais e grupos etários | Totais e grupos etários | Totais e grupos etários | Totais e grupos etários | Totais e grupos etários |
| ----------------------- | ----------------------- | ----------------------- | ----------------------- | ----------------------- | ----------------------- | ----------------------- | ----------------------- | ----------------------- | ----------------------- | ----------------------- | ----------------------- | ----------------------- | ----------------------- | ----------------------- | ----------------------- |
|                         | 1864                    | 1878                    | 1890                    | 1900                    | 1911                    | 1920                    | 1930                    | 1940                    | 1950                    | 1960                    | 1970                    | 1981                    | 1991                    | 2001                    | 2011                    |
| Total                   | 605                     | 688                     | 705                     | 729                     | 682                     | 618                     | 590                     | 625                     | 623                     | 601                     | 318                     | 300                     | 229                     | 206                     | 172                     |
| i)                      |                         |                         |                         |                         |                         |                         |                         |                         |                         |                         |                         |                         |                         | 24                      | 15                      |
| ii)                     |                         |                         |                         |                         |                         |                         |                         |                         |                         |                         |                         |                         |                         | 16                      | 8                       |
| iii)                    |                         |                         |                         |                         |                         |                         |                         |                         |                         |                         |                         |                         |                         | 90                      | 76                      |
| iv)                     |                         |                         |                         |                         |                         |                         |                         |                         |                         |                         |                         |                         |                         | 76                      | 73                      |

 i) 0 aos 14 anos; ii) 15 aos 24 anos; iii) 25 aos 64 anos; iv) 65 e mais anos	

## Património
- Classificado:
  - Sepulturas Antropomórficas cavadas na rocha no sítio da Tapada da Carrapita (Necropóle) - período medieval

- Edificado:
  - Ponte sobre a Ribeira das Alvercas - Medieval;
  - Pequenos núcleos de arquitectura popular residencial e agrícola

- Religioso:
  - Igreja Matriz - século XII (Românico);
  - Capela de Nossa Senhora das Neves - século XVIII;
  - Capela de Santo António - século XVIII;
  - Capela de S. Sebastião - século XVIII;
  - Calvário - século XVIII/ XIX;

- Arqueológico e Etnográfico:
  - Vestígios do período romano no sítio do Pinhal da Sacristia;
  - Lagar escavado na rocha no sítio Prado da Nave do Moiro - Romano/Medieval;
  - Sepulturas cavadas na Rocha no sítio do Armeiro - Medieval.